# Denys Lionel Page
Sir Denys Lionel Page FBA (* 11. Mai 1908 in Reading; † 6. Juli 1978 in Tarset in Northumberland) war ein britischer Gräzist und Papyrologe.

## Leben
Denys L. Page, der Sohn eines Eisenbahningenieurs, besuchte die Newbury Grammar School und studierte anschließend an der Christ Church in Oxford Klassische Philologie (bei Gilbert Murray und John Dewar Denniston). Schon während seines Studiums gewann er zahlreiche Auszeichnungen und Stipendien, darunter den Gaisford Prize für griechische Dichtung. 1930 erlangte er den First in Literae humaniores. Nach einem Jahr als Derby Scholar an der Universität Wien, wo er seine Studien bei Ludwig Radermacher vertiefte, wurde er als Lecturer in Christ Church angestellt, im folgenden Jahr als Student and Tutor, 1937 als Junior Censor.
1950 wurde Page zum Regius Professor of Greek an der Universität Cambridge ernannt und am Trinity College angestellt. Von 1959 bis 1973 war er außerdem Master des Jesus College. 1974 trat Page in den Ruhestand. Der British Academy gehörte Page seit 1952 an. 1969 erhielt er die Kenyon Medal for Classical Studies, von 1971 bis 1974 fungierte er als Präsident der Akademie. In Anerkennung seiner Verdienste wurde er 1971 zum Ritter geschlagen. 1972 wurde er in die American Academy of Arts and Sciences gewählt.
In seiner Forschungsarbeit beschäftigte sich Page mit weiten Bereichen der griechischen Literatur. Sein Schwerpunkt lag auf der archaischen und klassischen griechischen Dichtung, besonders Lyrik, Tragödie, Epos, Epigramm und Jamben. Er gab kritische Editionen verschiedener Lyriker heraus. Die Poetarum Lesbiorum Fragmenta werden mit seinem Namen und dem seines Kollegen Edgar Lobel zitiert.

## Schriften
- Medea / Euripides. The text ed. with introduction and commentary. Oxford 1938. Zweite, verbesserte Auflage Oxford 1955. Nachdruck 1985
- Literary papyri. Poetry: texts, transl. and notes by D. L. Page. In: Select papyri in three volumes. Band 3, Cambridge (Mass.) 1941. Nachdruck 1950, 1970
- Alcman: the Partheneion. Oxford 1951
- A new chapter in the history of Greek tragedy. London u. a. 1951
- Corinna. London 1953
- Sappho and Alcaeus, an introduction to the study of ancient Lesbian poetry. Oxford 1955
- Poetarum Lesbiorum fragmenta. Oxford 1955
- Agamemnon / ed. by the late John Dewar Denniston and Denys Page. Oxford 1957
- History and the Homeric Iliad. Berkeley 1959. Paperback, Berkeley 1963
- Poetae melici Graeci: Alcmanis, Stesichori, Ibyci, Anacreontis, Simonidis, Corinnae, poetarum minorum reliquias, carmina popularia et convivialia quaeque adespota feruntur. Oxford 1962
- mit A. S. F. Gow: The Greek anthology: Hellenistic epigrams. Zwei Bände, London 1965. Nachdruck 1968
- Lyrica Graeca selecta. Oxford 1968. Nachdruck 2004
- mit A. S. F. Gow: The Greek anthology: the Garland of Philip, and some contemporary epigrams. London 1968
- The Santorini volcano and the desolation of Minoan Crete. London 1970
- Aeschyli septem quae supersunt tragoedias. Oxford 1972. Nachdruck 2009, ISBN 978-0-19-814570-7
- Folktales in Homer’s Odyssey. Cambridge (Mass.) 1973
- Supplementum Lyricis Graecis: poetarum Lyricorum Graecorum fragmenta quae recens innotuerunt. Oxford 1974
- Epigrammata Graeca. Oxford 1975. Nachdruck 2000
- The epigrams of Rufinus. Cambridge 1978
- Further Greek epigrams: epigrams before A.D. 50 from the Greek anthology and other sources, not included in ‘Hellenistic epigrams’ or ‘The Garland of Philip’. Cambridge 1981 (postum herausgegeben von Roger D. Dawe und James Diggle)
- Malcolm Davies: Poetarum melicorum Graecorum fragmenta post D. L. Page. Oxford 1991. ISBN 0-19-814581-0